# Riotamo
Riotamo (em latim: Riothamus, Riotimus, Rigothamus, Rigotamos) foi um líder militar Bretão-Romano que atuou em cerca de 470. Lutou contra os godos numa aliança com o Império Romano, este por sua vez já decadente. É chamado de "Rei dos Britônicos" pelo historiador do século VI Jordanes, mas a extensão do seu reino é desconhecida. Embora ainda seja alvo de debate, alguns historiadores levantaram a possibilidade de ele ser uma das inspirações para a criação da lenda do Rei Artur.